# Mistrzostwa Panamerykańskie w Judo 2016
Mistrzostwa panamerykańskie odbywały się w dniach 28-30 kwietnia 2016 roku w Hawanie. W tabeli medalowej tryumfowali judocy z Brazylii.

## Klasyfikacja medalowa
Gospodarz zawodów został zaznaczony kolorem.
| Miejsce | Państwo           |    |    |    | Razem |
| ------- | ----------------- | -- | -- | -- | ----- |
| 1       | Brazylia          | 7  | 4  | 6  | 17    |
| 2       | Kanada            | 2  | 5  | 3  | 10    |
| 3       | Stany Zjednoczone | 2  | 2  | 1  | 5     |
| 4       | Kuba              | 2  | 1  | 8  | 11    |
| 5       | Kolumbia          | 1  | 0  | 0  | 1     |
| 6       | Meksyk            | 0  | 1  | 2  | 3     |
| 7       | Argentyna         | 0  | 1  | 0  | 1     |
| 8       | Peru              | 0  | 0  | 0  | 2     |
| .       | Portoryko         | 0  | 0  | 0  | 2     |
| 10      | Ekwador           | 0  | 0  | 1  | 1     |
| .       | Chile             | 0  | 0  | 1  | 1     |
| .       | Dominikana        | 0  | 0  | 1  | 1     |
| .       | Wenezuela         | 0  | 0  | 1  | 1     |
| Razem   | Razem             | 14 | 14 | 28 | 56    |

## Medaliści

### Mężczyźni
| Konkurencja: | Złoto:                 | Srebro:        | Brąz:                            |
| −60 kg       | Felipe Kitadai         | Sérgio Pessoa  | Juan Postigos Eric Takabatake    |
| −66 kg       | Charles Chibana        | Eduardo Araujo | Antoine Bouchard Ángel Hernández |
| −73 kg       | Arthur Margelidon      | Alex Pombo     | Magdiel Estrada Alonso Wong      |
| −81 kg       | Antoine Valois-Fortier | Travis Stevens | Victor Penalber Iván Silva       |
| −90 kg       | Tiago Camilo           | Colton Brown   | Thomas Briceño Robert Florentino |
| −100 kg      | José Armenteros        | Kyle Reyes     | Luciano Corrêa Marc Deschenes    |
| ponad 100 kg | Rafael Silva           | David Moura    | José Cuevas Alex García Mendoza  |

### Kobiety
| Konkurencja: | Złoto:         | Srebro:                     | Brąz:                                |
| −48 kg       | Sarah Menezes  | Paula Pareto                | Nathália Brígida Dayaris Mestre      |
| −52 kg       | Érika Miranda  | Ecaterina Guica             | Angelica Delgado Gretel Romero       |
| −57 kg       | Marti Malloy   | Catherine Beauchemin-Pinard | Anailis Dorvigni Rafaela Silva       |
| −63 kg       | Mariana Silva  | Maricet Espinosa            | Estefanía García Stéfanie Tremblay   |
| −70 kg       | Yuri Alvear    | Kelita Zupancic             | María Pérez Elvismar Rodríguez       |
| −78 kg       | Kayla Harrison | Mayra Aguiar                | Kaliema Antomarchi Yalennis Castillo |
| ponad 78 kg  | Idalys Ortíz   | Maria Suelen Altheman       | Melissa Mojica Rochele Nunes         |